# Muscoli della testa

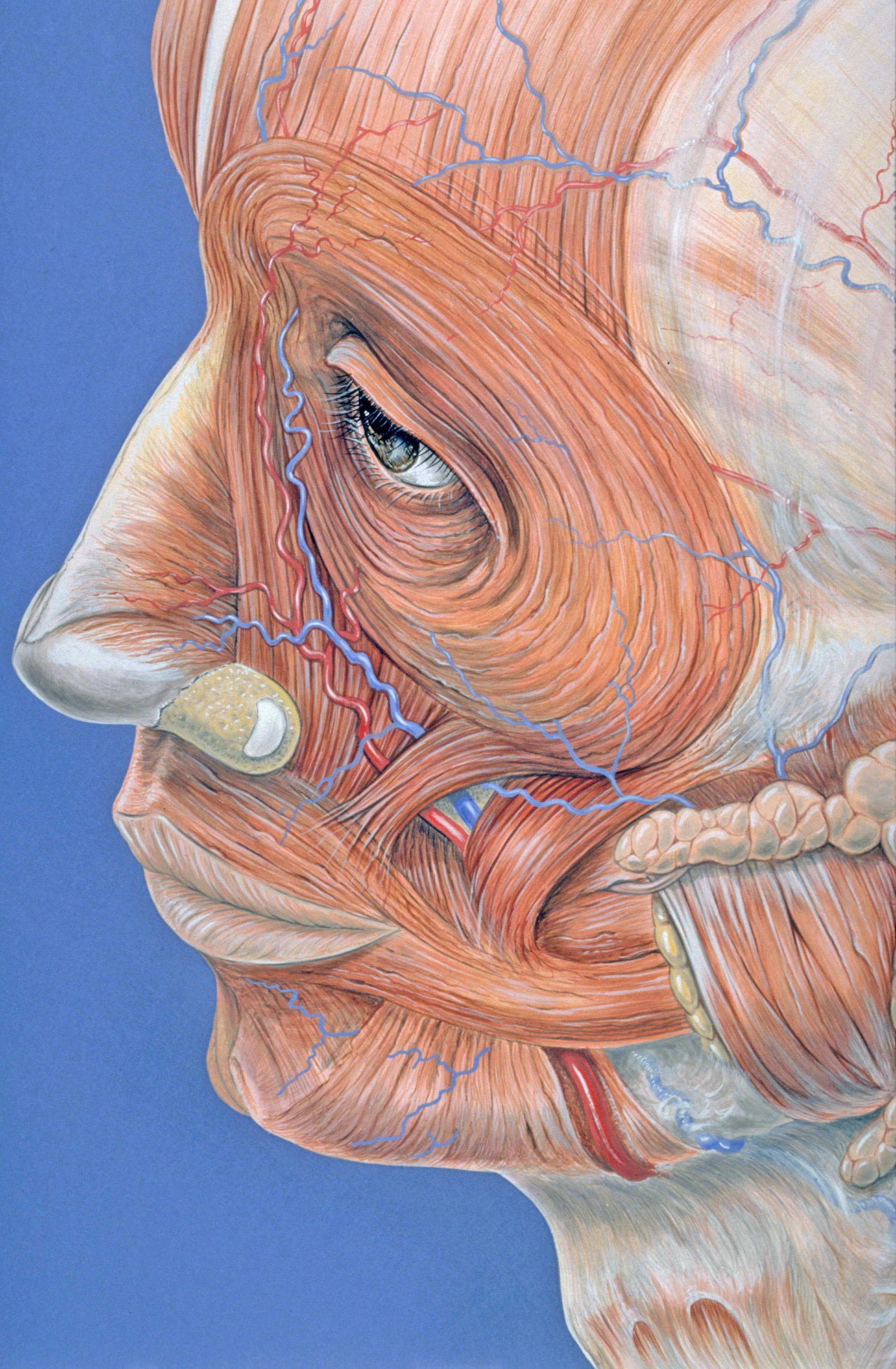
I muscoli facciali

I muscoli della testa sono quell'insieme di muscoli del cranio che si dividono in diverse parti: regione epicranica, orbitaria, buccale, nasale ed auricolare. Si ritrovano poi due particolari tipi di muscoli: i mimici (o pellicciai) che sono quell'insieme di muscoli che permettono cambiamenti dell'espressione facciale e quelli scheletrici (che nel cranio prendono il nome di muscoli masticatori perché permettono la masticazione), essi genericamente determinano un movimento di un osso; nel caso dei muscoli della testa si ritrova l'unica articolazione mobile: l'articolazione temporo mandibolare, tra l'osso temporale e la mandibola. Il loro movimento comporta una contrazione involontaria degli stessi muscoli con conseguente produzione di risata e suoni strani.

## Tabella introduttiva
I muscoli che si trovano nella testa sono stati riassunti in questa tabella:
| Funzione principale   | Nome del muscolo                                           | Innervato da      | Che cosa va a muovere                                   |
| --------------------- | ---------------------------------------------------------- | ----------------- | ------------------------------------------------------- |
| Mimica facciale       | Muscolo occipitofrontale, porzione frontale e occipitale   | Nervo facciale    | Sopracciglia e cuoio capelluto                          |
| Mimica facciale       | Muscolo corrugatore del sopracciglio                       | Nervo facciale    | sopracciglio                                            |
| Mimica facciale       | Muscolo orbicolare dell'occhio                             | Nervo facciale    | serve a chiudere l'occhio                               |
| Mimica facciale       | Muscolo procero                                            | Nervo facciale    | muove la parte molle del naso                           |
| Mimica facciale       | Muscolo trasverso del naso                                 | Nervo facciale    | aiuta a deprimere ala del naso                          |
| Mimica facciale       | Muscolo depressore del setto o Mirtiforme                  | Nervo facciale    | chiude narici e abbassa la punta nasale                 |
| Mimica facciale       | Muscolo zigomatico maggiore                                | Nervo facciale    | implicato nel sorriso                                   |
| Mimica facciale       | Muscolo zigomatico minore ( ventre del Quadrato)           | Nervo facciale    | implicato nel sorriso                                   |
| Mimica facciale       | Muscolo elevatore del labbro superiore (Quadrato)          | Nervo facciale    | labbro superiore                                        |
| Mimica facciale       | Muscolo elevatore dell'angolo della bocca (Canino)         | Nervo facciale    | labbro superiore                                        |
| Mimica facciale       | Muscolo elevatore del labbro superiore e dell'ala del naso | Nervo facciale    | labbro superiore                                        |
| Mimica facciale       | Muscolo orbicolare della bocca                             | Nervo facciale    | chiude le labbra                                        |
| Mimica facciale       | Muscolo risorio                                            | Nervo facciale    | implicato nel sorriso                                   |
| Mimica facciale       | Muscolo depressore del labbro inferiore                    | Nervo facciale    | labbro inferiore                                        |
| Mimica facciale       | Muscolo depressore dell'angolo della bocca                 | Nervo facciale    | accigliamento                                           |
| Mimica facciale       | Muscolo buccinatore                                        | Nervo facciale    | guance                                                  |
| Mimica facciale       | Muscolo platisma                                           | Nervo facciale    | labbro inferiore, abbassa la mandibola, cute del collo  |
| Mimica facciale       | Muscolo mentale                                            | Nervo facciale    | il mento                                                |
| Mimica facciale       | Muscolo risorio                                            | Nervo facciale    | angolo della bocca                                      |
| Mimica facciale       | Muscolo nasale                                             | Nervo facciale    | muscolo mimico                                          |
| Mimica facciale       | Muscolo elevatore della palpebra superiore                 | Nervo oculomotore | parte superiore della palpebra                          |
| Movimenti mandibolari | Massetere                                                  | Nervo trigemino   | chiude e protende la mandibola                          |
| Movimenti mandibolari | Muscolo temporale                                          | Nervo trigemino   | eleva e controlla il movimento laterale della mandibola |
| Movimenti mandibolari | Muscolo pterigoideo interno                                | Nervo trigemino   | eleva la mandibola                                      |
| Movimenti mandibolari | Muscolo pterigoideo esterno                                | Nervo trigemino   | protrae la mandibola e chiude la bocca                  |

## La regione epicranica

### Limiti
Questa regione ha come limiti:
- Anteriore, una linea orizzontale che passa per la glabella e decorre sul contorno superiore dell'arcata Sopracciliare.
- Laterali, una linea che decorre dal margine laterale dell'arcata sopracciliare sopra la linea temporale superiore e termina sul processo mastoideo dell'osso temporale.
- Posteriore, il limite posteriore corrisponde alla linea nucale superiore.

### Muscoli
La regione epicranica accoglie un solo muscolo: l'epicranico, un muscolo mimico che può essere diviso in tre porzioni: anteriore, posteriore ed intermedia.
- regione anteriore, anche denominata regione frontale dell'epicranico, accoglie la parte anteriore dell'epicranico. Questo muscolo si diparte dalla parte intermedia dell'epicranio in avanti per inserirsi in profondità nella cute in corrispondenza della glabella sul sopracciglio e sulla parte superiore del dorso del naso, dove i suoi fasci prendono il nome di muscolo procero. Quest'ultimo muscolo contraendosi porta avanti il cuoio capelluto e corruga la fronte.

- regione intermedia, formata da un'aponeurosi (una lamina fibrosa) che prende il nome di aponeurosi epicranica o di Galea capitis. Essa è una lamina quadrilatera che in avanti dà attacco alla parte frontale dell'epicranico, lateralmente dà attacco ai muscoli auricolari superiori e posteriormente alla parte posteriore dell'epicranico. La faccia superiore è collegata alla cute tramite fasci fibrosi che attraversano lo strato sottocutaneo, la sua faccia inferiore è separata dal periosteo del cranio (pericranio) dallo strato sottocutaneo.

- regione posteriore, è anche denominata parte occipitale dell'epicranico, in avanti si attacca all'aponeurosi epicranica e si diparte in basso e medialmente inserendosi lateralmente sulla linea nucale superiore e in parte sul processo mastoideo dell'osso temporale. Generalmente si dà come punto d'inserzione d'origine l'osso occipitale e, come inserzione terminale, la galea aponeurosa (o aponevrotica). In termini abbastanza facili il muscolo mimico "epicranico" viene suddiviso in due tipi: l'epicranico occipitale (porzione posteriore del cranio), ed epicranico frontale (porzione anteriore del neurocranio, porzione supero-anteriore dello splenocranio).

## La regione orbitaria

### Limiti
I limiti della regione orbitaria coincidono con i limiti di contorno dell'orbita.

### Muscoli
La regione orbitaria ha due muscoli: il muscolo orbicolare dell'occhio e il muscolo corrugatore del sopracciglio.

#### Orbicolare dell'occhio
Questo muscolo si può dividere in tre porzioni: Orbitaria, Palpebrale e Lacrimale.
- Parte orbitaria: corrisponde ad un anello ellittico che si dispone attorno all'occhio, si diparte dal legamento palpebrale verso l'alto per farvi ritorno dal basso dopo aver fatto un giro attorno all'occhio, inoltre si attacca anche al sacco lacrimale; in corrispondenza dell'angolo laterale della palpebra invia alcuni fasci muscolari che entrano a far parte del muscolo zigomatico.

- Parte palpebrale: è contenuta nello spessore delle palpebre. Dal legamento palpebrale mediale si dipartono fasci sia in alto che in basso che terminano nel rafe palpebrale laterale, costituendo la parte superiore ed inferiore della porzione palpebrale dell'Orbicolare dell'occhio.

- Parte lacrimale: è la più profonda delle tre parti. Si diparte dal contorno posteriore della fossa del Sacco lacrimale, ossia la cresta lacrimale superiore. Da qui continua in avanti ed in fuori per inserirsi nella cute della commessura palpebrale mediale. Con la sua azione il muscolo orbicolare dell'occhio chiude le palpebre, convoglia le lacrime verso l'angolo interno dell'occhio e, agendo sul sacco lacrimale, ne facilita il riflusso.

#### Corrugatore del sopracciglio
È più profondo dell'orbicolare dell'occhio. È un piccolo muscolo che si colloca nella cute del sopracciglio dal margine mediale dell'arcata sopracciliare fino alla fessura sovraorbitaria.
Contraendosi determina uno spostamento in basso e medialmente del sopracciglio.

## La regione buccale

### Limiti
La buccale è quella regione ellittica che circonda la bocca. Va dalle narici al labbro superiore, dal solco mento labiale al labbro inferiore e lateralmente sulla commessura labiale.

### Muscoli
Accoglie svariati muscoli mimici, fra cui ci sono quelli elencati qui sotto.

#### Muscolo zigomatico
È un muscolo fusiforme che inizia in alto sulla faccia laterale, o malare, dell'Osso zigomatico; qui riceve anche fasci dal  muscolo orbicolare dell'occhio. Si porta in basso e medialmente per attaccarsi alla cute della commessura labiale, dove manda alcuni fasci muscolari sul muscolo orbicolare della bocca.
Con la sua azione, innalza e sposta indietro la commessura labiale.

#### Quadrato del labbro superiore
Contraendosi questo muscolo innalza il labbro superiore e le ali del naso. Questo muscolo può essere diviso in tre porzioni:  zigomatica, infraorbitaria e angolare. 
- Parte zigomatica: origina sulla faccia malare dell'osso zigomatico, anteriormente all'attacco del muscolo zigomatico, e si porta in basso e medialmente per attaccarsi alla cute del quarto laterale del labbro superiore.

- Parte Infraorbitaria: inizia sulla linea infraorbitaria dell'osso mascellare, al di sopra del foro infraorbitario e si attacca alla cute del labbro superiore medialmente all'attacco della parte zigomatica.

- Parte Angolare: ha origine dal processo frontale dell'osso mascellare e si diparte in basso per attaccarsi alla cute del labbro superiore, medialmente alla parte infraorbitaria ed alle ali del naso.

#### Quadrato del labbro inferiore
Questo muscolo origina dalla base della faccia esterna del corpo della mandibola, in parte è ricoperto dal muscolo triangolare ed in parte ricopre il muscolo mentale; si porta in alto e medialmente per inserirsi alla cute del labbro inferiore.
Con la sua azione porta in basso e lateralmente il labbro inferiore.

#### Muscolo canino
Questo muscolo origina dalla fossa canina del mascellare inferiormente al foro infraorbitario, si porta in basso e lateralmente per inserirsi alla cute della commessura labiale. Invia molti fasci al muscolo orbicolare dell'occhio.
Contraendosi porta in alto e medialmente la commessura labiale.

#### Muscolo risorio
È un muscolo triangolare con la base posta indietro e l'apice in avanti. Origina posteriormente sulla fascia parotidea e finisce in avanti sulla cute della commessura labiale. Con la sua azione porta indietro la commessura labiale.

#### Muscolo buccinatore
È un muscolo esteso che entra a far parte della costituzione della guancia. Ha un'estesa origine: dalla faccia esterna del processo alveolare del mascellare superiore ed inferiore a livello dei denti molari, dalla tuberosità mascellare, dall'uncino pterigoideo, lateralmente al lembo alveolare retro dentale inferiore. Da questa estesa origine i suoi fasci si portano in avanti ed in alto ed in basso fino alla commessura labiale, qui i suoi fasci si incrociano e molti entrano a far parte del muscolo orbicolare della bocca. Il muscolo è ricoperto dalla fascia buccinatoria che in avanti diventa sottilissima fino a scomparire. La fascia buccinatoria forma a livello dell'uncino pterigoideo una robusta formazione fibrosa: il rafe pterigoideo che prosegue in basso fino ad attaccarsi alla faccia interna del ramo della mandibola dietro avanti ed in basso al foro mandibolare.
Con la sua azione porta indietro la commessura labiale, fa aderire le guance ai denti favorendo la masticazione.

#### Muscolo depressore dell'angolo della bocca
È un muscolo triangolare con la base in basso e il vertice in alto.
La base attacca in basso sulla fascia esterna della mandibola, vicino alla base della stessa, il muscolo poi si porta in alto per attaccarsi alla commessura labiale, in parte ricopre il muscolo quadrato del labbro inferiore.
Contraendosi porta la commessura labiale in basso.

#### Muscolo mentale
Si trova nella parte mediana della mandibola, in corrispondenza della sinfisi mentale. Ha origine sul giogo alveolare del dente incisivo mediano o I incisivo e si porta in basso ed in avanti per attaccarsi alla cute del mento.
Con la sua azione solleva il mento corrugandone la cute.

#### Muscoli Incisivi
Vi sono due muscoli incisivi: uno superiore ed uno inferiore.
- Superiore: si attacca al giogo alveolare dell'incisivo laterale superiore (o II incisivo superiore) in corrispondenza della fossa incisiva del mascellare; si porta in basso e lateralmente fino alla commessura labiale. Contraendosi porta in alto e medialmente la commessura labiale

- Inferiore: origina dal giogo alveolare dell'incisivo laterale inferiore e si porta in alto e lateralmente per inserirsi alla cute della commessura labiale. Con la sua azione porta in basso e medialmente la commessura labiale.

#### Muscolo orbicolare della bocca
È un esteso muscolo ellittico che va dal margine inferiore delle narici alla rima labiale superiore, dal solco mento-labiale alla rima labiale inferiore e lateralmente si ferma a livello della commessura labiale. È formato da due parti: una Esterna ed una Interna
- Parte Esterna: accoglie fasci che provengono da molti muscoli mimici soprattutto dal canino, buccinatore, triangolare, incisivi e zigomatico. È costituito da due semicerchi con il centro sulla commessura e l'apice a livello della linea mediana delle labbra; superiormente manda fasci fino ad attaccarsi al contorno posteriore della cartilagine del setto nasale membranoso e questi fasci prendono il nome di muscolo depressore del setto.

- Parte Interna: è un unico anello che circonda la rima labiale. Contraendosi il muscolo orbicolare della bocca regola l'apertura della rima labiale.

## La regione mandibolare

### Massetere

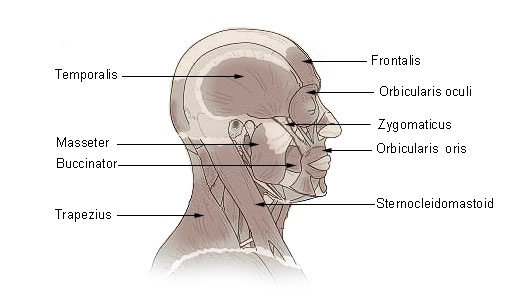
Localizzazione di alcuni muscoli della testa

È un muscolo esteso che è composto da due parti: Superficiale e Profonda.
- Parte superficiale, origina dal margine inferiore dell'Arcata zigomatica e si porta in basso ed indietro inserendosi alla faccia esterna dell'Angolo della Mandibola ed alla parte inferiore della faccia esterna del ramo della Mandibola.

- Parte profonda, ha origine dal margine inferiore dell'arcata zigomatica, posteriormente all'attacco della parte superficiale, e si attacca alla faccia esterna del ramo della mandibola, sopra l'attacco della parte superficiale e sotto il processo coronoideo. Incrocia i suoi fasci con quelli della parte superficiale.

Il massetere è ricoperto da una fascia la fascia masseterina che in alto si fissa all'arcata zigomatica, in basso al margine inferiore del ramo della mandibola, in avanti al margine anteriore del muscolo stesso ed indietro si divide in una parte superficiale ed una profonda. La prima continua indietro nella fascia parotidea e la seconda si attacca al margine posteriore del ramo della mandibola. Il muscolo massetere contraendosi eleva la mandibola; è il più forte dei muscoli masticatori e si compone di due fasci di fibre sovrapposti con inclinazione diversa. Nonostante sia molto piccolo, questo muscolo sviluppa una potenza estremamente elevata.
La forza massima degli elevatori della mandibola è di circa 400 kg, ma questa intensità non viene mai raggiunta solo per i danni che si potrebbero produrre sulla mandibola e sui denti.

### Temporale
È un muscolo triangolare che si diparte dalla linea temporale inferiore in basso per attaccarsi con un robusto tendine sul processo coronoideo della mandibola ed al margine superiore dell'arcata zigomatica. È ricoperto dalla fascia temporale che è una robusta lamina fibrosa che origina dalla linea temporale superiore e si fissa in basso all'arcata zigomatica; si divide in una parte superficiale ed una profonda. La prima prosegue sopra faccia esterna dell'arcata zigomatica e quindi sulla fascia massterina; la seconda si attacca alla faccia interna dell'arcata zigomatica.
Con la sua azione eleva e porta indietro la mandibola.

### Pterigoideo esterno
In avanti ha due origini distinte: la superiore che attacca la cresta infratemporale, la faccia sfeno-mascellare della grande ala dell'osso sfenoide; l'inferiore che si inserisce sulla faccia laterale della lamina laterale del processo pterigoideo, sulla tuberosità mascellare e sul processo piramidale dell'osso palatino. Queste due origini si fondono in un unico ventre che si porta indietro ed in fuori attaccandosi alla fossetta pterigoidea del collo del Condilo della mandibola. Contraendosi sposta la mandibola in avanti e verso il lato opposto.

### Pterigoideo interno
Si trova medialmente allo pterigoideo esterno. Origina in avanti sulla fossa pterigoidea e sulla tuberosità mascellare, medialmente all'attacco dello pterigoideo esterno, si porta in basso ed indietro per inserirsi alla faccia interno del ramo della mandibola, dalla base fino al foro mandibolare. Con la sua azione eleva la mandibola.